# جان بی. واتسون
جان برادوس واتسون (متولد ۹ ژانویه ۱۸۷۸ – درگذشته ۲۵ سپتامبر ۱۹۵۸) روانشناس آمریکایی بود. بسیاری او را بنیان‌گذار بینش رفتارگرایی، در روانشناسی مدرن می‌دانند.
در بینش رفتارگرایی، تأکید واتسون بر اهمیت رفتار قابل مشاهده بود. وی تفسیر حالات ذهنی و روحی افراد را فاقد دقت علمی قلمداد می‌کرد. در مبحث مقایسه تأثیرات وراثت و محیط؛ وی بیش از پیش بر اهمیت اثرات محیطی اصرار می‌ورزید. در این ارتباط شاید معروفترین نقل قولی که به او نسبت داده شده؛ این است: «۱۰ کودک سالم، بدون توجه به شغل والدینشان به من تحویل بدهید و من آنها را به هرگونه ای بخواهید؛ دکتر، وکیل یا دزد و گدا تحویل می‌دهم».
مورد دیگری که واتسون را متمایز می‌کند؛ انجام یکسری مطالعات بحث‌برانگیز روی آزمایش آلبرت کوچولو بود. این سری آزمایشهایی که واتسون به کمک دستیار خود در سال ۱۹۲۰ میلادی، روی یک پسربچه بعمل آورد؛ از منظر اخلاق شدیداً مورد انتقاد قرار گرفته‌است.
هدف این مطالعات، اثبات این بود که حالات هراس در رفتار انسان، ریشه در واکنشهای شرطی دارد.
نکاتی از زندگی شخصی او:
در مورد پدر «جان برادوس واتسون» گفته شده که او شخصی بنام «پیکنز» و معتاد به الکل بوده‌است. زمانی که «جان» تنها ۱۳ سال داشته؛ پدرش خانواده آنها را ترک می‌کند. مادر «واتسن» که زنی مذهبی بوده؛ تربیت «جان» را همراه با سختگیری مذهبی ادامه می‌دهد. جان حین تحصیل ازدواج کرده و صاحب دو فرزند می‌شود. به دنبال روابطی که «واتسون» با یک زن در محل کارش داشته؛ همسرش تقاضای طلاق می‌کند. ماجرای طلاق به روزنامه محلی کشیده شده؛ و این امر باعث می‌شود که او در سال ۱۹۲۰میلادی، مقام خود را درهیئت علمی «دانشگاه جان هاپکینز» از دست بدهد. «جان برادوس واتسون» با زن دیگری ازدواج می‌کند. هر دو پسر او بعدها اقدام به خودکشی کرده‌اند. پسر بزرگ او «ویلیام» در سال ۱۹۵۴ میلادی در اثر خودکشی جان خود را از دست داد.